# ليلى رجبي
ليلى رجبي (بالفارسية: لیلا رجبی) وإسمها عند الولادة تاتسيانا إليوشتشانكا هي دافعة ثقل إيرانية من أصل بيلاروسي ولدت في يوم 18 أبريل 1983 في مدينة فيتيبسك في بيلاروسيا، نالت رجبي الجنسية الإيرانية بعد إعتناقها للإسلام بعد زواجها من العداء الإيراني بيمن رجبي، وغيرت إسمها إلى ليلى رجبي، فقررت تمثيل إيران في رياضة دفع الجلة بدل من بلدها بيلاروسيا، أبرز إنجازاتها هو تحقيقها الميدالية الفضية في دورة الألعاب الآسيوية 2014، كما أنها حاملة الرقم الوطني لإيران ب18.13 متر.

## روابط خارجية
- ليلى رجبي على موقع الاتحاد الدولي لألعاب القوى (الإنجليزية)
- ليلى رجبي على موقع أوليمبيديا (الإنجليزية)